# H&D
H&D (em coreano: 한결, 도현), é uma dupla sul-coreana formada pelo Pocketdol Studio em 2020. A dupla estreou em 21 de abril de 2020, com a"Soulmate".

## Membros
- Lee Han-gyul (이한결)
- Nam Do-hyon (남도현)

## História

### Pré estréia
Antes de sua estreia como dupla, ambos os membros haviam participado como concorrentes em vários shows. Hangyul já havia se apresentado como membro do grupo de baladas "IM" da Yama e Hotchicks Entertainment  e, em 2017 e 2018, competiu no show The Unit ao lado de seus membros.  O grupo é considerado dissolvido, pois está inativo desde então. Dohyon competiu anteriormente no show Under Nineteen em 2018 e 2019. 
Mais tarde, em 2019, Hangyul e Dohyon competiram no Produce X 101, representando a MBK Entertainment, ao lado de seu colega trainee da MBK, Kim Yeongsang. No final do show, Hangyul e Dohyon ficaram em 7º e 8º respectivamente, tornando-os parte da formação de estreia do show e membros do grupo X1.  Eles promoveram com o grupo até sua dissolução em 6 de janeiro de 2020. 
Após o fim do X1, os dois mantiveram um fanmeeting intitulado "Happy Day" em 2 de fevereiro de 2020. 

### 2020: Estreia
Em 21 de abril, a dupla estreou com seu primeiro extended play, Soulmate, com duas faixas-título, "Soul" e "Goodnight", ambas as quais se apresentaram durante o período de promoção. 
No dia 2 de setembro, foi anunciado que a dupla fará um retorno no dia 23 de setembro com o álbum especial Umbrella, incluindo a faixa-título de mesmo nome. O álbum inclui canções compostas por Dohyon.  Este é o último álbum deles antes que a dupla pare de trabalhar, já que Hangyul e Dohyon estão programados para estrear no novo boy group BAE173 do Pocketdol Studio. 

## Discografia

### Extended plays
| Título   | Detalhes                                                                                      | Melhores posições nas paradas | Vendas        |
| Título   | Detalhes                                                                                      | KOR                           | Vendas        |
| -------- | --------------------------------------------------------------------------------------------- | ----------------------------- | ------------- |
| Soulmate | - Lançado: 21 de abril de 2020 - Gravadora: Pocketdol Studio - Formatos: CD, digital download | 3                             | - KOR: 28,718 |

### Álbuns especiais
| Título   | Detalhes                                                                                         | Melhores posições nas paradas | Vendas       |
| Título   | Detalhes                                                                                         | KOR                           | Vendas       |
| -------- | ------------------------------------------------------------------------------------------------ | ----------------------------- | ------------ |
| Umbrella | - Lançado: 23 de setembro de 2020 - Gravadora: Pocketdol Studio - Formatos: CD, digital download | 12                            | - KOR: 8,174 |

### Singles
| Título                                                                                 | Ano  | Melhores posições nas paradas | Álbum    |
| Título                                                                                 | Ano  | KOR                           | Álbum    |
| -------------------------------------------------------------------------------------- | ---- | ----------------------------- | -------- |
| "Toward Tomorrow" (오늘보다 더 나은 내일)                                              | 2020 | —                             | Soulmate |
| "Soul"                                                                                 | 2020 | —                             | Soulmate |
| "Good Night"                                                                           | 2020 | —                             | Soulmate |
| "Umbrella (우산)"                                                                      | 2020 | —                             | Umbrella |
| "—" denota lançamentos que não foram registrados ou não foram lançados naquela região. |      |                               |          |

## Prêmios e indicações
| Cerimônia de premiação | Ano  | Categoria                 | Nomeado(s) | Resultado | Ref.   |
| ---------------------- | ---- | ------------------------- | ---------- | --------- | ------ |
| Golden Disc Awards     | 2021 | Rookie Artist of the Year | H&D        | Indicado  | [ 16 ] |